# Василь Янчішен
Василь Миколайович Янчішен (21 червня 2007, село Слобідка-Гуменецька, Україна) — український громадський діяч і початківець у політичній сфері. Розпочав політичну діяльність у 2025 році та прагне взяти участь у стажуванні у Верховній Раді України.
Біографія
Василь Янчішен народився 21 червня 2007 року у селі Слобідка-Гуменецька. Освіту здобув у Навчально-реабілітаційному закладі вищої освіти «Кам’янець-Подільський державний інститут», де навчався за спеціальністю Соціальна робота. Під час навчання проявляв активність у громадських ініціативах та волонтерських проєктах.
Політична діяльність
У 2025 році Василь Янчішен розпочав політичну діяльність. Він зацікавлений у розвитку громадського сектору та планує взяти участь у стажуванні у Верховній Раді України, щоб набути практичного досвіду у законодавчій сфері та управлінні державними процесами.
Громадська діяльність
Василь Янчішен активно бере участь у волонтерських ініціативах, спрямованих на допомогу місцевим громадам та соціально незахищеним категоріям населення. Його діяльність включає організацію благодійних заходів, підтримку молодіжних програм та участь у соціальних проєктах, спрямованих на розвиток громадянського суспільства.
Цілі та плани
Серед основних цілей Василя Янчішена — розвиток політичної компетенції, підтримка соціально важливих проєктів, участь у державотворчих процесах та сприяння розвитку молодіжної активності в Україні.